# Visillo

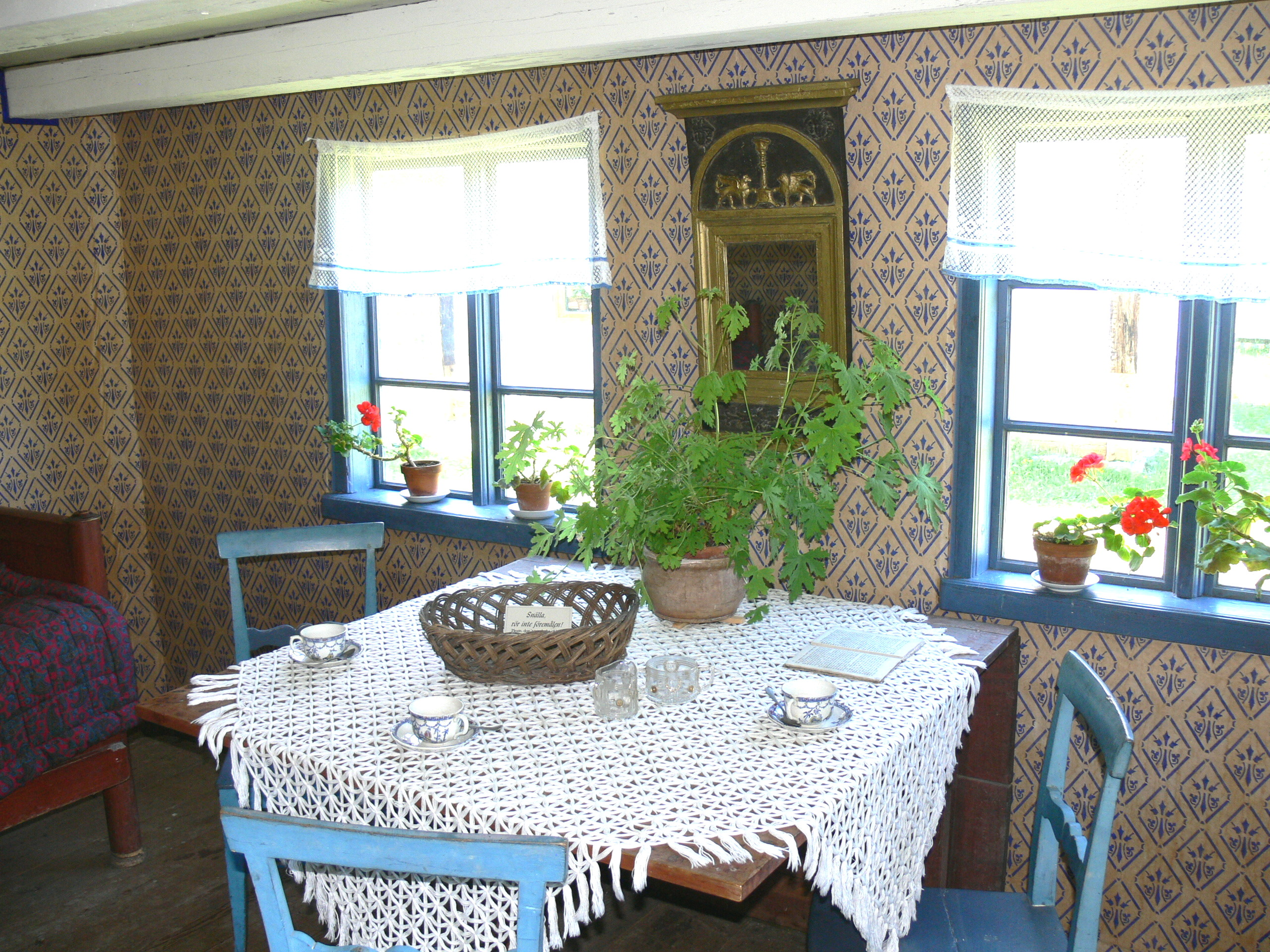
Ventanas con visillos fijos

Un visillo es una cortina de tela fina que permite el paso de la luz de forma velada y no impide totalmente la vista. Se confeccionan en tejidos transparentes, siendo los más habituales el hilo y el lino.

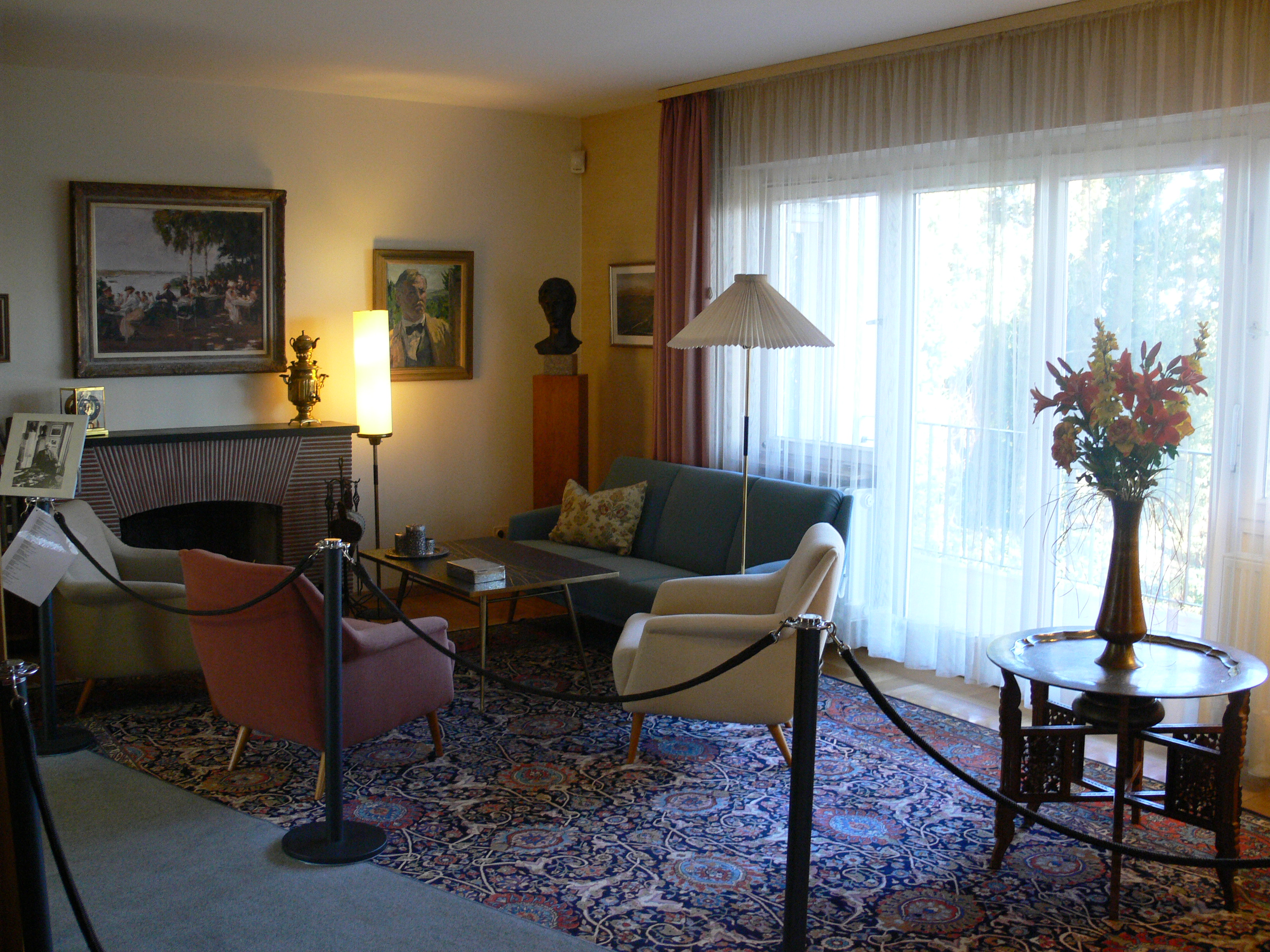
Ventanas con visillos de riel

Los visillos se colocan a menudo combinados con cortinas utilizándose éstas cuando se requiere total intimidad o ausencia de luz y los visillos en el resto de situaciones. 
Los visillos pueden colocarse en las ventanas mediante los siguientes sistemas: 
- Riel. Se enganchan a varios rodamientos que corren sobre un riel. El primero de ellos se mueve al tirar de un cordón arrastrando en su movimiento al resto.
- Barra redonda. El visillo se une a unas arandelas que actúan insertadas en una barra sobre la que corren. Se mueven con la mano o mediante una varilla rígida que va cosida ala tela.
- Varilla de ventana. Se unen a una varilla que va fijada directamente a una ventana.[3]

También existen otros sistemas como los visillos fijos que cubren total o parcialmente las ventanas y las galerías decorativas de madera que ocultan los mecanismos de la cortina.